# 阿夫河畔布吕克
阿夫河畔布吕克（法語：Bruc-sur-Aff，法語發音：[bʁyk syʁ af]）是法国伊勒-维莱讷省的一个市镇，属于勒东区。

## 地理
阿夫河畔布吕克（47°48'53"N, 2°1'7"W）面积21.23 平方千米，位于法国布列塔尼大區伊勒-维莱讷省，该省份为法国西北部沿海省份，位于布列塔尼半岛东部，北濒大西洋，西接阿摩尔滨海省和莫尔比昂省，南至大西洋卢瓦尔省，西南端接曼恩-卢瓦尔省，东临马耶讷省，东北与芒什省接壤。
与阿夫河畔布吕克接壤的市镇（或旧市镇、城区）包括：皮普里亚克、圣瑞斯特、圣塞格兰、阿夫河畔锡克斯特、卡朗图瓦尔。

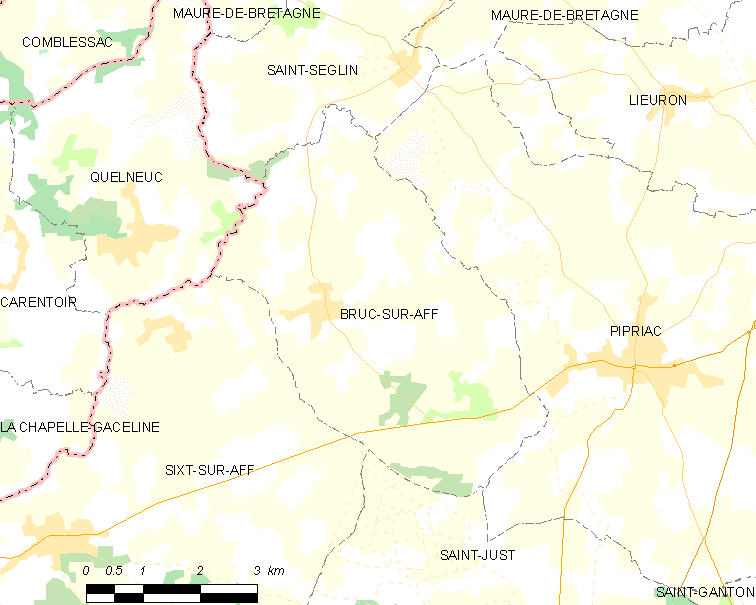
阿夫河畔布吕克的OSM定位图

阿夫河畔布吕克的时区为UTC+01:00、UTC+02:00（夏令时）。

## 行政
阿夫河畔布吕克的邮政编码为35550，INSEE市镇编码为35045。

## 政治
阿夫河畔布吕克所属的省级选区为勒东县。

## 人口

1962-2008年间阿夫河畔布吕克人口变化图示

阿夫河畔布吕克于2022年1月1日时的人口数量为856人。